# Rhododendron tuhanense
Rhododendron tuhanense är en ljungväxtart som beskrevs av Graham Charles George Argent och T.J.Barkman. Rhododendron tuhanense ingår i släktet rododendron, och familjen ljungväxter. Inga underarter finns listade i Catalogue of Life.